# Chiemsee Summer
Der Chiemsee Summer (CS) ist ein Open-Air-Festival, das jährlich im August und seit 2026 im Juni in Übersee südlich des Chiemsees veranstaltet wird. Stilistisch bewegt sich das internationale Musikprogramm zwischen Rock, Hip-Hop und Elektro, zuvor war es ein Reggae Festival und zog jedes Jahr rund 35.000 Besucher an. Seit 2018 pausierte die Veranstaltung mangels Konzept. Das Festival wird im Juni 2026 wieder als Chiemsee Reggae Summer stattfinden.

## Geschichte
Die Urveranstaltung des Vorgängers Chiemsee Reggae Summer fand am 8. Juli 1995 statt. In den beiden ersten Jahren war das Festival auf einen Tag beschränkt, ab 1996 wurde das Festival wegen der gestiegenen Nachfrage auf zwei Tage erweitert. 2001 wurde das Festival um einen weiteren Tag verlängert und findet seitdem nicht mehr im Juli, sondern an einem Augustwochenende statt. Auf der Hauptbühne treten die Künstler unter freiem Himmel auf (Open-Air). Seit 1999 wird zusätzlich eine Zeltbühne aufgebaut. 2006 gab es noch eine dritte Bühne, das Coke-DJ-Zelt, in dem DJs und Soundsystems auftraten.
Shuttlebusse verbinden den Bahnhof in Übersee mit dem Festivalgelände und dem Chiemsee. Der Campingplatz ist für ca. 15.000 Personen, der Parkplatz für ca. 13.000 Pkw ausgelegt.
2008 wurde das Vorgängerfestival Chiemsee Rocks begründet. Seit 2014 nennt sich das Festival Chiemsee Summer und ist auf fünf Tage angelegt. Darin wurden die beiden Vorgängerveranstaltungen Chiemsee Reggae Summer und Chiemsee Rocks vereint. Neu ist das zusätzliche Angebot an Elektro- und Technokünstlern. Hierfür wurde unter anderem eine Kooperation mit dem Münchner Technoclub Harry Klein erzielt. Ab 2017 sind im Line-Up quasi keine Reggaekünstler mehr dabei. Das Festival hat sich somit de facto von der Stilrichtung der Vorgängerveranstaltung Chiemsee Reggae Summer getrennt.

## Bisherige Termine und Mitwirkende

### 2014
Vom 13. August bis zum 17. August fand der 1. Chiemsee Summer statt. Unter anderem traten die folgenden Künstler auf: Seeed, Macklemore & Ryan Lewis, blink-182, Casper, Paul Kalkbrenner, La Brass Banda, Shaggy, Broilers, Marteria, Jimmy Cliff, Fritz Kalkbrenner, Chase & Status und Netsky.

### 2015
Vom 19. August bis zum 23. August fand der 2. Chiemsee Summer statt. Unter anderem traten folgende Künstler auf: Deichkind, Kraftklub, Jan Delay & Disko No. 1, The Offspring, Gentleman, Sean Paul, Cro, Farin Urlaub Racing Team, Parov Stelar Band, The Gaslight Anthem, Dropkick Murphys, K.I.Z, Krewella, Mono & Nikitaman, Bunny Wailer, Gogol Bordello, Flogging Molly, Frittenbude, Bad Religion, Alligatoah und Awolnation.

### 2016
2016 fand der Chiemsee Summer vom 24. August bis zum 27. August statt. Unter anderem traten folgende Künstler auf: The Prodigy, Die Fantastischen Vier, Sportfreunde Stiller, Steve Aoki, Limp Bizkit, LaBrassBanda, AnnenMayKantereit, Fritz Kalkbrenner, Blumentopf, Damian Marley, Parkway Drive, NOFX, Sum 41 und Prinz Pi.

### 2017
Der Termin war für den 16. bis 19. August angesetzt. Am Abend des 18. August zog plötzlich während des Auftritts von The Offspring ein Unwetter auf, durch das 60 Menschen verletzt wurden. Wegen Unwettern wurde der letzte Tag abgesagt.

### 2018
Im Oktober 2017 teilten die Veranstalter mit, dass 2018 das Festival nicht stattfinden werde.

### 2019
Im September 2018 teilten die Veranstalter mit, dass 2019 das Festival ebenfalls nicht stattfinden werde. Die Begründung liegt in einem fehlenden wirtschaftlich sinnvollen und künstlerisch tragfähigen Konzept.

## Chiemsee Reggae Summer (vor dem Zusammenschluss)

### 2005

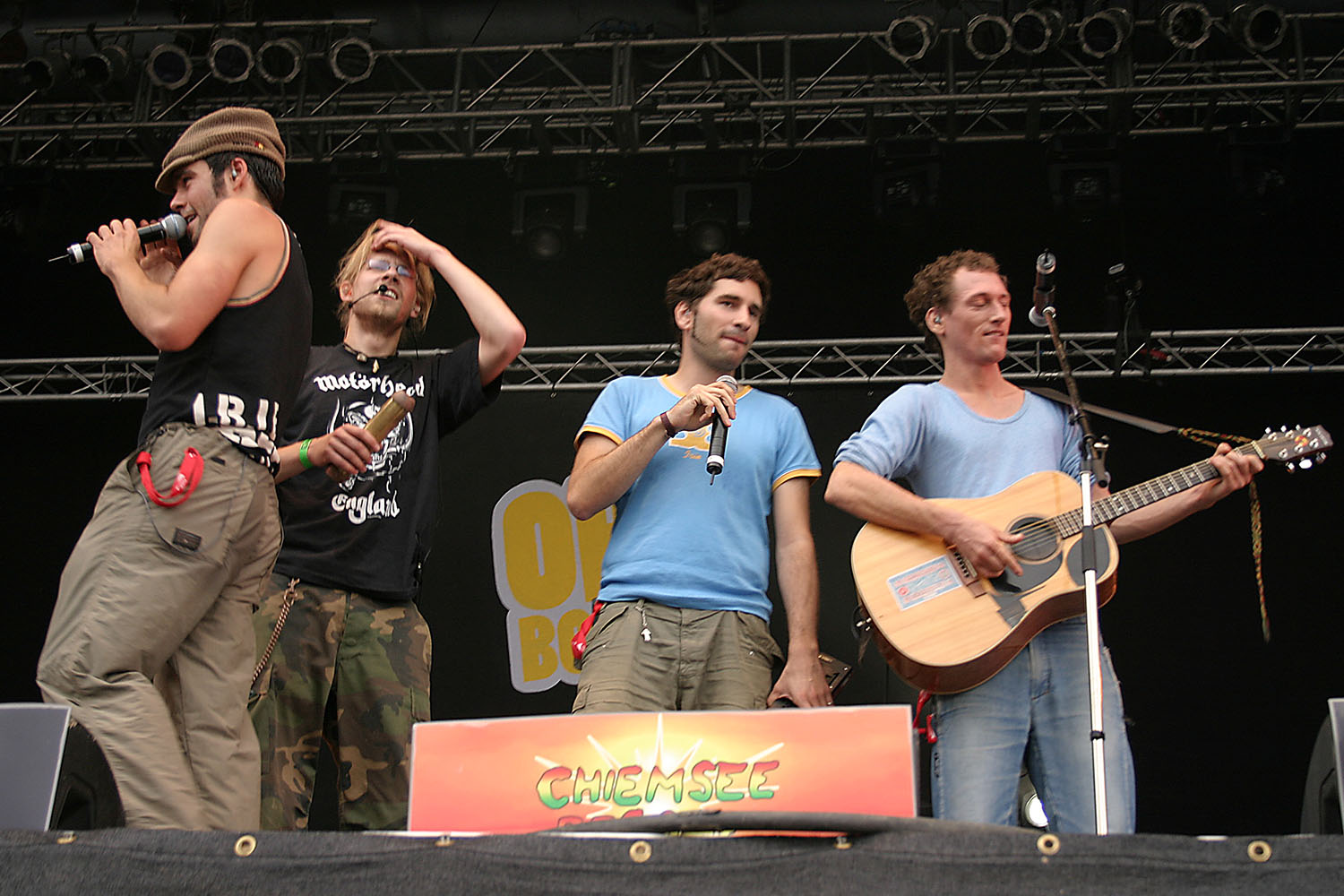
Ohrbooten auf dem CRS 2005

Das Festival fand vom 19. bis zum 21. August statt, es kamen ca. 20.000 Besucher nach Übersee. Unter anderem traten folgende Bands auf: Culcha Candela, Amadou & Mariam, Jimmy Cliff, Gentleman, Ohrbooten, Desmond Dekker, Toots & Maytals, Patrice & Shashamani Band, Sean Paul, Zoe & Band, Macka B & Royal Roots Band, Gladiators, Lady Saw, Julian Marley & Uprising, Irie Révoltés, Wally Warning, Jamaram, Afrika Bambaataa, Mutabor, David Rodigan, House of Riddim feat. Mellow Mark, Blue Man Group, Dawn Penn, Mad Professor & Papa Levi Dubshow.

### 2006

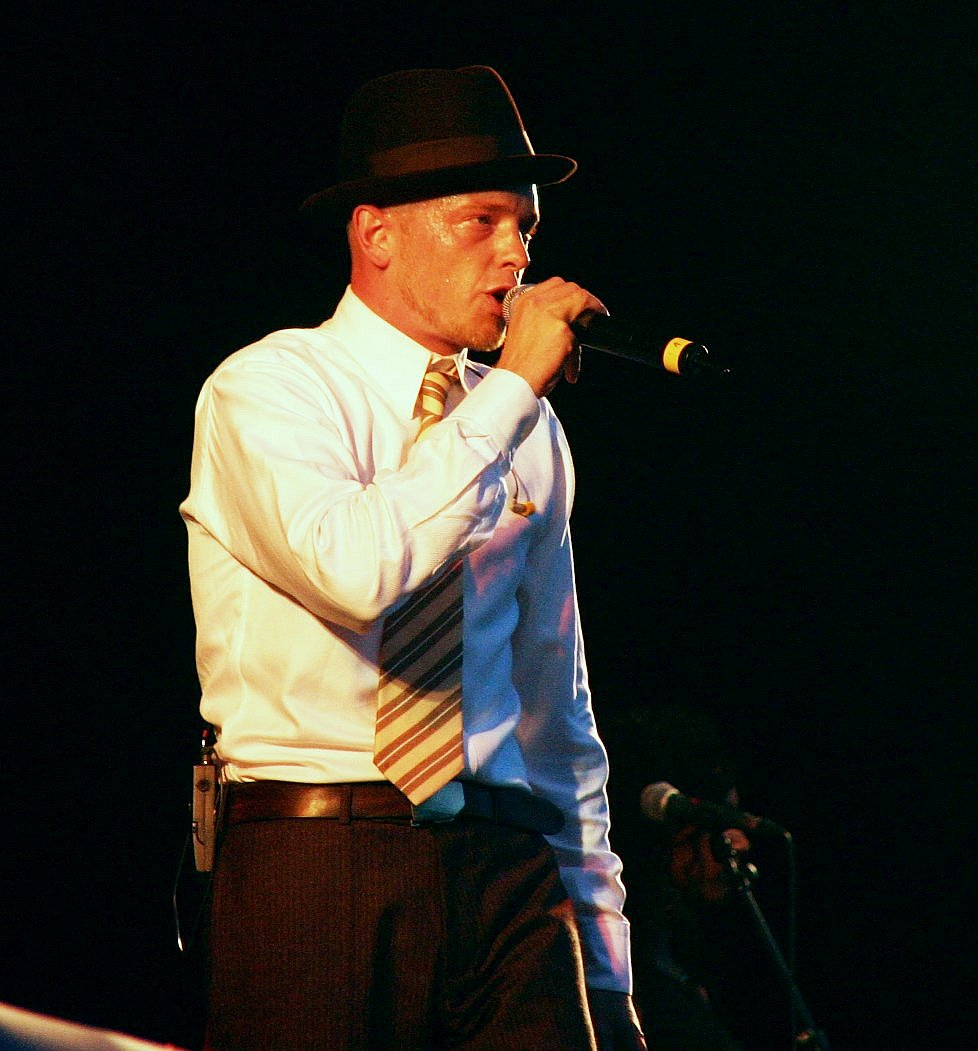
Jan Delay auf dem CRS 2006

Mit ca. 17.000 Besuchern fand das Festival vom 25. bis zum 27. August statt. Folgende Bands waren unter anderem vertreten: Matisyahu, Saïan Supa Crew, Culture, Seeed, Eek-a-Mouse, Tiken Jah Fakoly, Jan Delay & Disko No. 1, Chuck Fenda, Burning Spear, La Vela Puerca, Dub Incorporation, Culcha Candela, Israel Vibration, Lee Scratch Perry, Joy Denalane, Steel Pulse, Los Skalameros, Mono & Nikitaman, Mellow Mark & Pyro backed by One Drop Band, The Capones, Concrete Jungle, Cashma Hoody, Tokyo Ska Paradise Orchestra, Famara, Martin Jondo, Bauchklang, Dr. Woggle & the Radio, The Busters, Jah Meek & House of Riddim feat. Marlene Johnson.
Der Chiemsee Reggae Cruise mit der Band Jahcoustix & Dubios Neighbourhood wurde am 24. August veranstaltet.

### 2007
Der Chiemsee Reggae Summer fand vom 17. bis zum 19. August statt, es kamen ca. 22.000 Besucher. Es traten unter anderem folgende Bands auf: Mono & Nikitaman, Capleton, Freundeskreis feat. Joy Denalane, Alpha Blondy, Jahcoustix & Dubios Neighbourhood, Nneka, Babylon Circus, Jah Mason, Ward 21, Macka B & Royal Roots Band, Hans Söllner & Bayaman' Sissdem, Gentleman, Franziska, Martin Jondo, Sergent Garcia, Blumentopf, Yellowman, Max Romeo, Jimmy Cliff, Ras Dashan, Dr. Ring-Ding, Ganjaman, House of Riddim feat. Mellow Mark & Natty Flo, Santeria & Porn Horns, Sebastian Sturm, Deichkind, Boundzound, Les Babacools, Rico Rodriguez & Soulfood International, Ohrbooten, Yellow Umbrella.
Der Chiemsee Reggae Cruise mit Jamaram fand am 16. August statt.

### 2008
Das Festival fand vom 22. bis zum 24. August statt, es kamen ca. 25.000 Besucher. Beteiligt waren unter anderem folgende Künstler: Deichkind, Nosliw, Jamaram, Panteón Rococó, Patrice, Don Carlos & Dub Vision, Mono & Nikitaman, Clueso, Beenie Man, Groundation, Junior Reid, Culcha Candela, Shaggy, Morgan Heritage, Tanya Stephens, Ce’Cile, Ijahman Levi, K*Rings Brothers, beNUTS, Wally Warning, Sisters (Sisters Keepers), Derrick Morgan & Soulfood International, The Heptones & Basque Dub Foundation, Iriepathie, Pierpoljak, Shantel & Bucovina Club Orkestar, Nneka, Miss Platnum, Mark Foggo’s Skasters, Michael Franti & Spearhead, Ruffcats feat. Mellow Mark, Pyro Merz & Conscious Fiyah, Dr. Woggle & the Radio.
Der Chiemsee Reggae Cruise mit der Band Ohrbooten fand am 21. August statt.

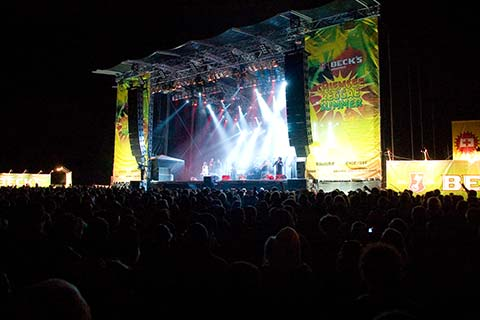
Hauptbühne 2007 in der Nacht

### 2009
Der Chiemsee Reggae Summer fand vom 14. bis zum 16. August statt. Beim 15. Jubiläum waren unter anderem folgende Künstler beteiligt: Hans Söllner & Bayaman' Sissdem, Jan Delay & Disko No. 1, Mono & Nikitaman, Millions of Dreads, Phenomden, The Scrucialists, Sebastian Sturm & Jin Jin Band, The Toasters, Tiken Jah Fakoly, Ohrbooten und Peter Fox. Mit 25.000 Besuchern war das Festival ausverkauft.
Der Chiemsee Reggae Cruise mit Mellow Mark, PyroMerz & Ruffcats fand am 13. August statt.

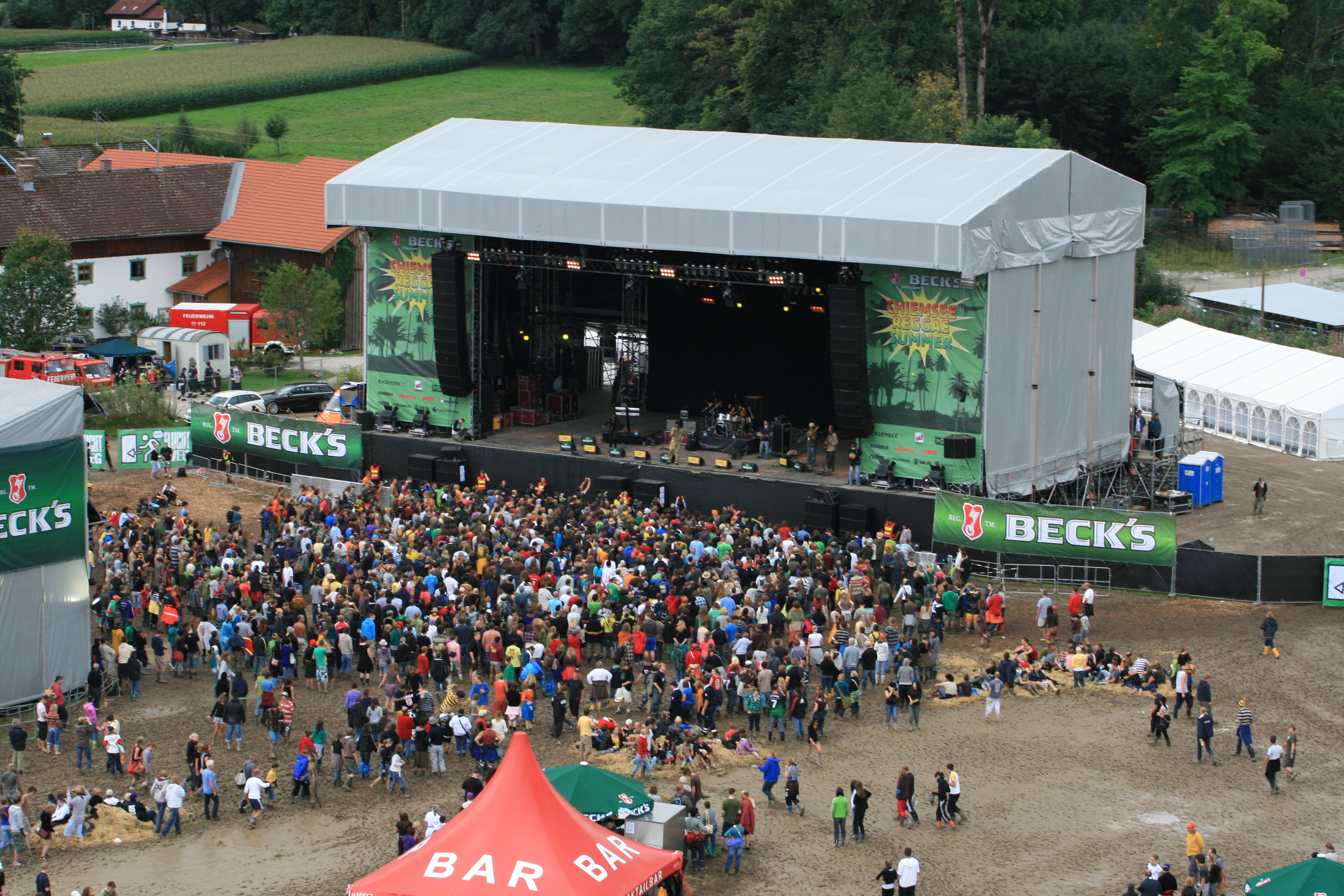
Hauptbühne im Jahr 2008

### 2010
Das Festival fand 2010 vom 27. bis zum 29. August statt. Am 3. Juni wurde das endgültige Programm bekanntgegeben. Es traten folgende Künstler auf:
Africa Unite, Alborosie, Alpha Blondy & The Solar System, Anthony B, Berlin Boom Orchestra, Busy Signal, Capones, Carlos Reisch, Cornadoor, Culcha Candela, Desorden Público, Doreen Shaffer, Fantan Mojah, Fat Freddy’s Drop, Fetsum, Fettes Brot, Ganjaman & Uwe Banton, Gentleman, Glen Washington & The Dubby Conquerors supported by Elijah, Headcornerstone, Jah Mason, Jahcoustix, Jamaram, K-Rings, Manu Ranking, Martin Jondo & Band, Martin Zobel & Soulrise, Mono & Nikitaman, Natty, Omar Perry, Pablo Moses, Pat Kelly, Rubber Cell, Samy Deluxe & Tsunami Band, Shantel & Bucovina Club Orchestra, Stamina, Tallawah, The Beatsafari, The Jolly Boys, Tschebberwooky, Uwe Kaa & One Drop Band, Weißwurscht is, Ziggi & The Renaissance Band
Sizzlas Auftritt wurde kurz vor dem Festival abgesagt. Laut dem Veranstalter drohten linksradikale Gruppierungen mit Demonstrationen in der Nähe des Festivalgeländes. Ein weiterer Grund war, dass Bündnis 90/Die Grünen das Festival boykottieren wollten. Für Sizzla sprang kurzfristig Busy Signal ein.
Des Weiteren sagten The Wailers kurzfristig ab.
Mit 29.000 Besuchern kamen so viele Menschen wie nie zuvor.

### 2011
2011 fand das Festival vom 26. bis zum 28. August statt. Die vertretenen Künstler waren:
Iriepathie, Luciano, Toots & the Maytals, Capleton, Patrice & The Supowers, Mundwerk-Crew, Dub à la Pub, Susan Cadogan & Magic Touch, U Brown & Prezident Brown, Tippa Irie & The Far East Band, Russkaja, Supervision, Uwe Kaa & One Drop Band, Lutan Fyah, Perfect & House of Riddim, Blumentopf, Lee Scratch Perry, Ziggy Marley, Mono & Nikitaman, Yambalaya, Lingua Loca, Sara Lugo, Ziehgäuner, D-Flame, Nattyflo, Marteria, Maxim, The Real McCoy, Raggabund, Junior Kelly & Roots Harmonics Band, Irie Révoltés, Ohrbooten, Clueso, Jimmy Cliff, Six Nation, Dubtari, Open Season, Jamaica Papa Curvin, Linval Thompson, Dendemann, Kellerkommando und Millions of Dreads.
Etwa 25.000 Besucher nahmen dieses Jahr am Festival teil.

### 2012
2012 fand das Festival vom 24. bis zum 26. August statt. Es traten u. a. folgende Künstler auf:
Anthony B, Barrington Levy, Beenie Man, Cornell Campbell & Far East Band, Danakil, Gentleman, Etana, Fantan Mojah, Fyah T & The Next Generation Family, Goldi & Goldvibes Band, Half Pint, Hollie Cook, I-Fire, Irie Révoltés, Instant Vibes, Jahcoustix, Mundwerk-Crew, Jamaram, LaBrassBanda, Marteria, Martin Zobel & Soulrise, Nosliw & Band, Phenomden & The Scrucialists, Queen Omega, Raging Fyah, Samy Deluxe & Tsunami Band, Shaggy, Sean Paul, Sebastian Sturm & Exile Airline, T.O.K., Tanya Stephens, Tarrus Riley und Tiken Jah Fakoly.
Mit 30.000 Besuchern war das Festival bereits vor Beginn ausverkauft. ZDFkultur übertrug erstmals live und zeichnete einige Konzerte auf.

### 2013

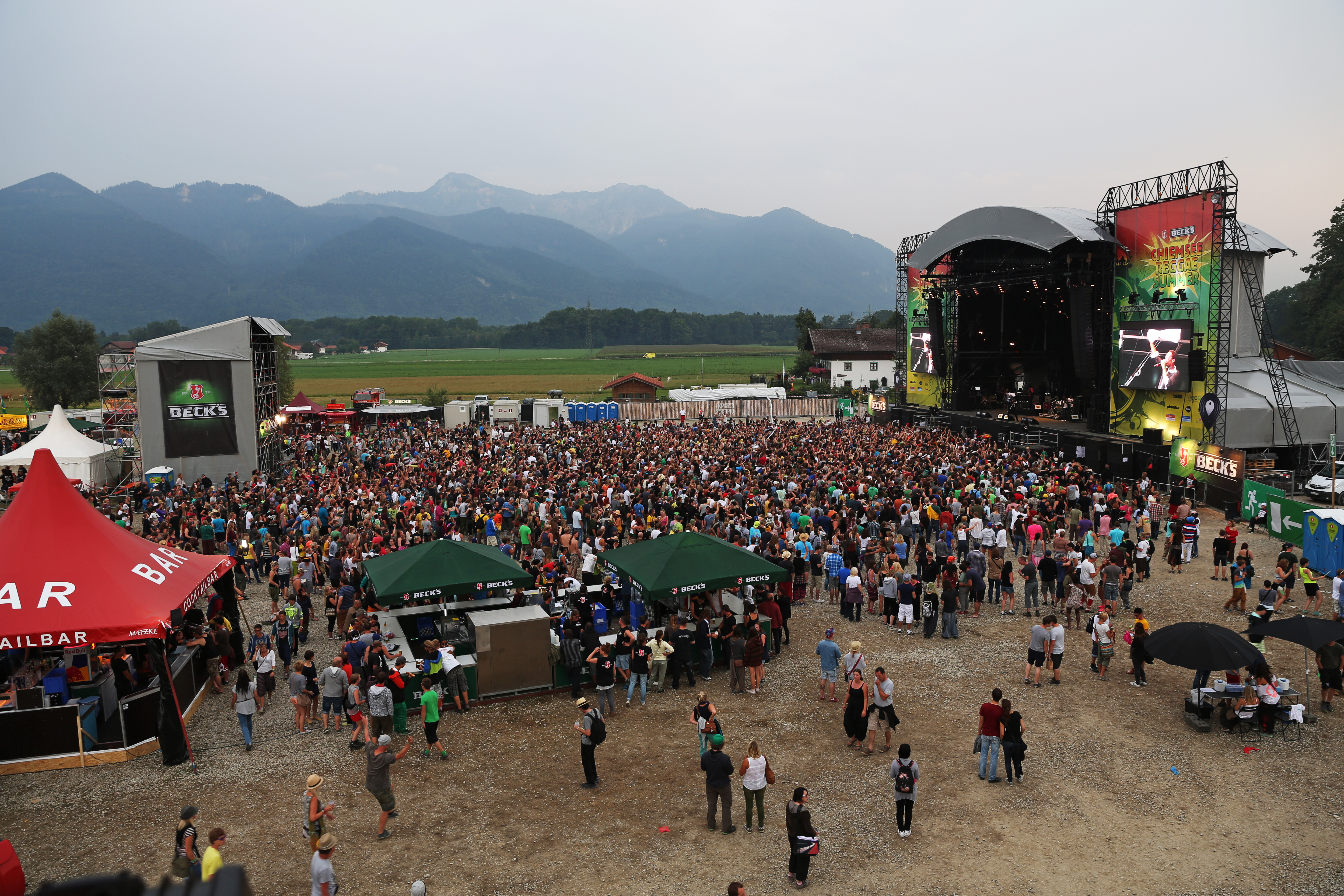
Hauptbühne im Jahr 2013 bei Tag

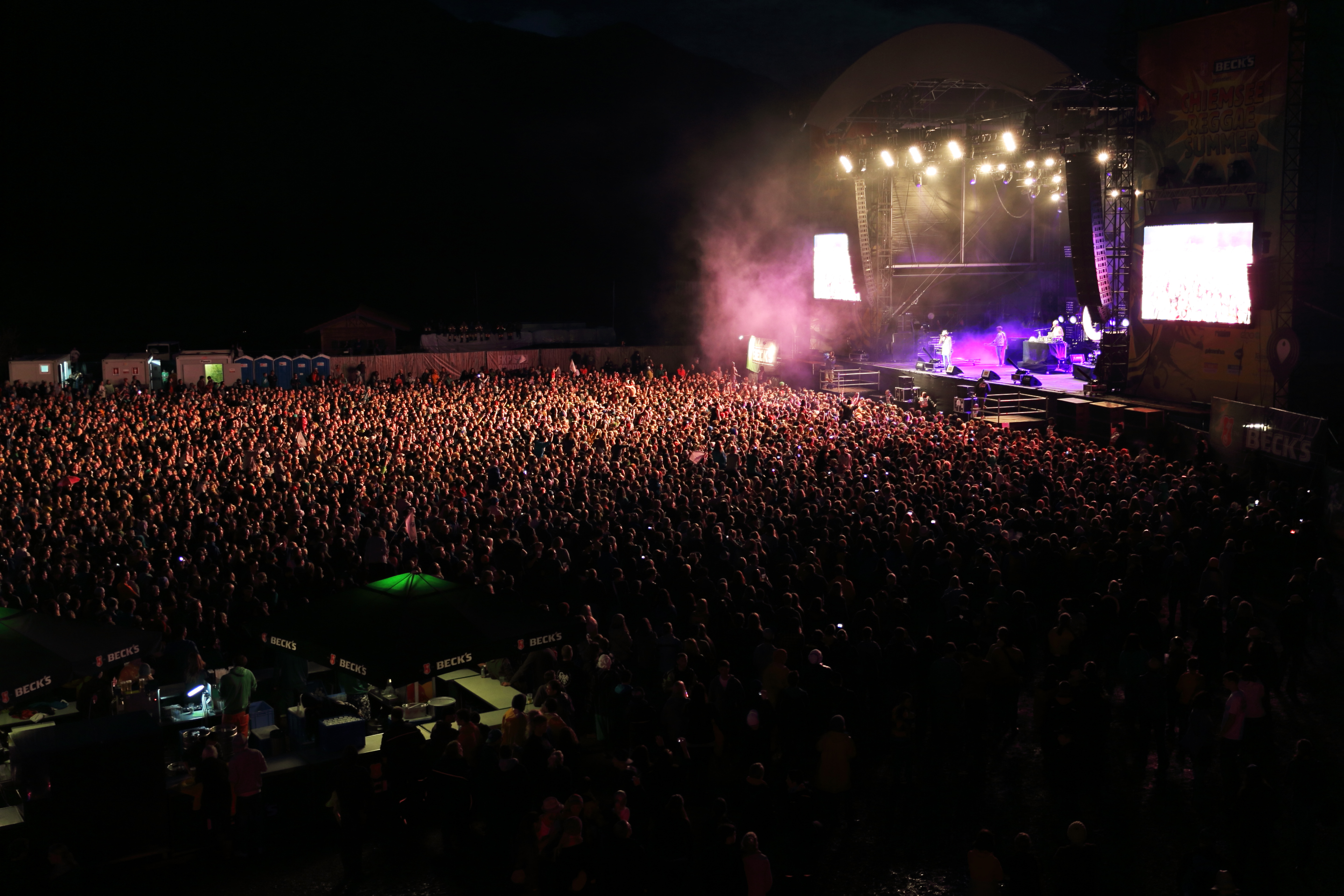
Hauptbühne im Jahr 2013 bei Nacht

Vom 23. August bis zum 25. August fand das 19. Chiemsee Reggae Summer statt. Unter anderem traten die folgenden Künstler auf: Gentleman, Beginner, Patrice, Cro, Max Herre und Ska-P. Elephant Man hatte zugesagt, verließ jedoch im Vorfeld des Festivals Europa in Richtung Jamaika und nahm dabei eine sechsstellige Summe an Gagen für mehrere anstehende Konzerte mit. Stattdessen trat T.O.K. auf.
Wegen einer Unwetterwarnung und starkem Wind wurde das Festivalgelände am 24. August gegen 19:30 Uhr geräumt und gegen 20:00 Uhr ohne weitere wetterbedingte Unterbrechungen dort fortgesetzt.
Ca. 35000 Besucher waren dieses Jahr beim Reggae Festival dabei.

### Chiemsee Reggae Cruise
Als „Warm-Up“ für das Reggaefestival fanden von 2005 bis 2010 einen Tag vorher der sogenannte Chiemsee Reggae Cruise statt. Hierbei handelt es sich um ein Konzert auf einem Boot, das über den Chiemsee fährt. Einige der zuvor weniger bekannten Künstler – in den letzten Jahren waren dies Raggabund (2010), Mellow Mark (2009), Ohrbooten (2008), Jamaram (2007), Jahcoustix (2006) sowie Mono und Nikitaman (2005) – wurden später einem breiteren Publikum bekannt und traten auf der Hauptbühne des Festivals auf.

### Kritik am Chiemsee Reggae Summer
Bündnis 90/Die Grünen kritisieren den Chiemsee Reggae Summer, da die Veranstalter im Jahr 2010 den umstrittenen, von Kritikern wie den Grünen als homophob bezeichneten Künstler Sizzla buchten.
Aufgrund der Kritik über die Buchung des Sängers für die 16. Ausgabe des Chiemsee Reggae Summer veröffentlichte der Veranstalter eine zweite Pressemitteilung, die sich mit dieser Thematik nochmals befasst. In dieser distanzierten sie sich von Homophobie und homophoben Texten und kritisierten den Grünen-Politiker Volker Beck. Dieser, so die Veranstalter, verbreite immer wieder Übersetzungen aus Liedern des Künstlers, die vor vielen Jahren veröffentlicht wurden, die komplett aus dem Zusammenhang gerissen sind und nicht 1:1 aus dem jamaikanischen Patois übertragbar sind.
Am Mittwoch, den 25. August 2010 verkündete der Veranstalter auf der Internetseite des Festivals, dass ein Auftritt des Künstlers Sizzla aus sicherheitsrelevanten Gründen abgesagt werden musste, da mit Ausschreitung von linksradikalen Gruppen zu rechnen sei.
Das RABATZ-Bündnis kritisierte den 2011 geplanten Auftritt von Capleton am Festival und rief für den Fall, dass dieser zustande käme, zu „dezentralen, kreativen Aktionen“ auf.

## Chiemsee Rocks
Seit 2008 fand bis zum Zusammenschluss zwei Tage vor dem Chiemsee Reggae Summer das Festival Chiemsee Rocks auf dem Gelände statt. Im Gegensatz zum Chiemsee Reggae Summer traten hier überwiegend Bands des Genres Rock auf:
- 2008: Die Ärzte, Dúné, Less Than Jake, Tiger Army
- 2009: Die Toten Hosen, C. J. Ramone, Deichkind, The Subways
- 2010: Blink-182, Billy Talent, Madsen, State Radio, Stefan Dettl
- 2011: Foo Fighters, Rise Against, Boysetsfire, The Mighty Mighty Bosstones, Stefan Dettl
- 2012: Beatsteaks, Deichkind, The Gaslight Anthem, Me First and the Gimme Gimmes, Anti-Flag, First-Class Ticket
- 2013: Die Ärzte, Deftones, NOFX, Sick of It All, Callejon

## Trivia

### Open Decks
Eine kleine Bühne "Open Decks" bietet unbekannteren Musikern die Möglichkeit des Auftritts. Die Künstler erhalten keine Gage.

### Superticket
Da das Campen auf dem Festivalgelände mit einer Karte für Chiemsee Rocks nicht inklusive war, gab es vor dem Zusammenschluss das sogenannte Superticket, das für Chiemsee Rocks und Chiemsee Reggae Summer galt und zum Campen über die gesamte Zeit berechtigte.

### Anfahrt
Die Fahrt hin und zurück mit der Deutschen Bahn aus Bayern, Baden-Württemberg, Hessen, Thüringen und Sachsen war die letzten Jahre im Kombiticket inklusive. 2010 lief der Vertrag des Veranstalters mit der Deutschen Bahn aus. Eine Verlängerung dieses Vertrages für 2010 und 2011 wurde am 27. Mai 2010 beschlossen. Mit dem Superticket war die Anreise 2010 mit der Bahn bereits zu Chiemsee Rocks am 25. August inklusive.